# Acaulopage rhicnospora
Acaulopage rhicnospora är en svampart som beskrevs av Drechsler 1935. Acaulopage rhicnospora ingår i släktet Acaulopage och familjen Zoopagaceae.   Inga underarter finns listade i Catalogue of Life.